# Ooh Yeah!
Ooh Yeah! è il tredicesimo album del duo Hall & Oates, pubblicato nel 1988.

## Tracce
1. Downtown Life (Sara Allen, Daryl Hall, Rick Iantosca, John Oates) - 4:28
2. Everything Your Heart Desires (Hall) - 5:00
3. I'm in Pieces (Allen, Hall) - 4:50
4. Missed Opportunity (Allen, Hall, Oates) - 4:47
5. Talking All Night (Hall, Oates) - 4:34
6. Rockability (Allen, Hall, Oates) - 4:45
7. Rocket to God (Hall) - 5:49
8. Soul Love (Hall, Holly Knight) - 4:25
9. Realove (Hall, Oates) - 5:24
10. Keep on Pushin' Love (Oates) - 5:18

## Formazione
- Daryl Hall: voce, chitarra elettrica, basso, tastiere, sintetizzatore, vibrafono
- John Oates: voce, chitarra, sintetizzatore, programmazione, batteria elettronica
- Bashiri Johnson: percussioni
- Jimmy Bralower: sequencer, programmazione, batteria elettronica
- Tom Wolk: basso, sintetizzatore, chitarra, tastiere, vibrafono, fisarmonica
- Paul Pesco: chitarra
- Pat Buchanan: chitarra
- Tony Beard: batteria, percussioni
- Jimmy Ripp: chitarra
- Sammy Merendino: sequencer, programmazione, batteria elettronica, percussioni
- Jeff Bova: programmazione sintetizzatori
- Sammy Figueroa: percussioni
- Phillipe Saisse: tastiera, programmazione, sintetizzatore
- Rick Iantosca: percussioni
- Jerry Goodman: violino
- Mark Rivera: sax
- Lenny Pickett: sax
- Danny Wolensky: sax

Produzione
- Daryl Hall, John Oates & Tom Wolk: produzione e arrangiamenti
- Mike Scott: registrazione
- Gary Wright: registrazione
- Bob Clearmountain, Chris Porter, Mike Scott: missaggio
- Roger Tarkov, Craig Vogel, Mark Corbin, Scott Forman, Gary Wright: assistenti missaggio